# Звонец опушённый
Звонец опушённый (лат. Chironomus plumosus) — вид насекомых из семейства комаров-звонцов (Chironomidae) отряда двукрылых. Личинок этого и близких видов называют мотылём.

## Описание
Длина тела 10—12 мм. Грудь желтовато-зелёная с 3 серыми полосками. Брюшко тёмно-коричневое с более светлыми краями колец. Усики у самцов бурые, у самок жёлтые. Ноги светло-рыжие, у самцов с длинноволосистыми передними лапками. Крылья молочно-белые с чёрной точкой около средины переднего края. Личинки красного цвета. Вид встречается повсюду в Европе в мае и июне.

## Классификация
Включён в одноимённую группу видов plumosus group, в которой близок к нескольким видам-сиблингам, таким как Chironomus balatonicus, Chironomus entis, Chironomus muratensis и Chironomus nudiventris.